# Війна у Північно-Західному Пакистані

Карта збройного конфлікту у Північно-Західному Пакистані за станом на 2016 рік

Війна у Шівнічно-Західному Пакистані (англ. War in North-West Pakistan), або Повстання у Хайберському Пуштуністані (англ. Insurgency in Khyber Pakhtunkhwa) та Збройний конфлікт у Вазиристані — збройний конфлікт федеральних сил безпеки Пакистану за підтримки формувань збройних сил США і Великої Британії проти озброєних угруповань ісламських бойовиків Техрік-е Талібан, Аль-Каїди, Лашкар-е-Дхангві, Техрік-е-Нафаз та інших, а також розгалуженої мережі організованих злочинних угруповань на території пакистанських північно-західних провінції Хайбер-Пахтунхва і Федерально керованих племінних територіях, що точиться з 2004 року.
Однією з причин війни стало проведення антитерористичної операції на чолі з США в Афганістані і витіснення лідерів Талібану та Аль-Каїди на територію Пакистану, підконтрольну племенам пуштунів.
16 березня 2004 року під час проведення пакистанською армією пошукової операції з виявлення в гірському районі Південного Вазиристану (у федеральних племінних районах) поблизу міста Вана бойовиків Аль-Каїди виникли сутички, що переросли в збройне протистояння. Дії Пакистану були згодом представлені як внесок у міжнародну війну з тероризмом. Згодом протистояння почало поглиблюватися, і з літа 2004 року перетворилися на регулярні зіткнення між формуваннями збройних сил Пакистану та центрально-азійськими групами бойовиків, що об'єдналися з арабськими терористичними загонами Аль-Каїди, вибитими з території Афганістану. До іноземних бойовиків приєдналися пакистанські невійськові ветерани афганської війни, які згодом створили TTP та інші партизанські рухи ісламістів, як-то LeJ та TNSM, ряди яких постійно поповнювалися.
Війна виснажила людські ресурси в країні, і результати її глибоко вплинули на національну економіку, оскільки Пакистан приєднався до війни проти тероризму під проводом США. Згідно зі статистичними даними Міністерства фінансів та зібрання математичних даних, економіка зазнала прямих та опосередкованих втрат у розмірі до ~ 67,93 млрд доларів з 2001 року через свою роль у війні. Відповідно до економічного обстеження, випущеного Міністерством фінансів Пакистану в 2010—2011 рр., «Пакистан ніколи не був свідком такого руйнівного соціального та економічного потрясіння у своїй галузі, навіть після розчленування країни в ході прямої війни з Індією в 1971 році».